# Meharicourt Communal Cemetery
Meharicourt Communal Cemetery is een begraafplaats gelegen in de Franse plaats Meharicourt (Somme). De militaire graven worden onderhouden door de Commonwealth War Graves Commission.
De begraafplaats telt 41 geïdentificeerde Gemenebest graven uit de Tweede Wereldoorlog.